# Macky Sall
Macky Sall (ur. 11 grudnia 1961 w Faticku) – senegalski polityk, minister górnictwa i energii (2001–2003), minister spraw wewnętrznych (2003–2004). Premier Senegalu od 2004 do 2007 i przewodniczący Zgromadzenia Narodowego od 2007 do 2008. Prezydent Senegalu w latach 2012–2024.

## Życiorys
Macky Sall urodził się w 1961 w mieście Fatick, w którym również dorastał (następnie w regionie Fouta-Toro). Jego ojciec Amadou Abdoul Sall, z pochodzenia Tukuler, pełnił funkcje publiczne oraz był członkiem Senegalskiej Partii Socjalistycznej. Matka, Coumba Thimbo, wychowywała czworo dzieci oraz dorabiała handlem, m.in. sprzedając orzeszki ziemne.
W 1982 ukończył klasę o profilu matematyczno-fizycznym w liceum Lycée Gaston Berger w Kaolack. W czasie nauki angażował się działalność ruchów maoistycznych. W czasie studiów działał w ramach komunistycznej partii And-Jëf/Mouvement révolutionnaire pour la démocratie nouvelle (And-Jëf/Ruch Rewolucyjny na rzecz Nowej Demokracji). W 1988 ukończył studia inżynieryjne w dziedzinie geologii w Institut des Sciences de la Terre w Dakarze. W 1990 ukończył hydrologię na Wydziale Geologii dakarskiego uniwersytetu Université Cheikh Anta Diop. W latach 1992–1993 studiował geofizykę w szkole wyższej Ecole Nationale Supérieure du Pétrole et des Moteurs (ENSP) przy francuskim instytucie Institut Français du Pétrole w Paryżu.
Jest członkiem krajowym i międzynarodowych stowarzyszeń geologów i geofizyków. Żonaty, ma troje dzieci. Został odznaczony m.in. Krzyżem Wielkim Narodowego Orderu Lwa, Legią Honorową (klasa Wielki Oficer) oraz frankofońskim Orderem Plejady (klasa Wielki Oficer).

### Działalność w Senegalskiej Partii Demokratycznej
Po zakończeniu studiów pod koniec lat. 80 rozpoczął działalność w opozycyjnej wówczas Senegalskiej Partii Demokratycznej (Parti Démocratique Sénégalais, PDS), zostając jednym z najbliższych współpracowników jej lidera, Abdoulaye’a Wade. Jego kandydaturę po raz pierwszy wsparł już w czasie wyborów prezydenckich w 1983.
Wszedł w skład Sekretariatu Narodowego PDS. W 1998 objął funkcję sekretarza generalnego PDS w Fatick. Od 1994 do 2000 pełnił funkcję szefa Wydziału Bazy Danych Société des Pétroles du Sénégal (Towarzystwa Naftowego Senegalu, PETROSEN), a następnie od grudnia 2000 do lipca 2001 funkcję dyrektora PETROSEN. W 2000 uczestniczył w kampanii wyborczej Abdoulaye’a Wade przed wyborami prezydenckimi, w wyniku których objął on urząd szefa państwa. Od kwietnia 2000 do maja 2001 był doradcą prezydenta Wade ds. energii i górnictwa.
Od 12 maja 2001 do 6 listopada 2002 zajmował stanowisko ministra górnictwa, energii i hydrologii w rządzie premier Mame Madior Boye. Od 6 listopada 2002 do 27 sierpnia 2003 pełnił funkcję ministra stanu oraz ministra górnictwa, energii i hydrologii w rządzie premiera Idrissy Secka, a następnie ministra stanu i ministra spraw wewnętrznych (od 27 sierpnia 2003 do 21 kwietnia 2004). 1 czerwca 2002 objął stanowisko mera departamentu Fatick.
21 kwietnia 2004 zastąpił Idrissę Secka na stanowisku szefa rządu. 25 kwietnia 2004 został dodatkowo mianowany wiceprzewodniczącym PDS. W czasie kampanii wyborczej przed wyborami prezydenckimi w lutym 2007 pełnił funkcję szefa sztabu wyborczego prezydenta Wade, który został powtórnie wybrany na urząd już w pierwsze turze. Po zaprzysiężeniu prezydenta, złożył 10 kwietnia 2007 na jego ręce rezygnację ze stanowiska premiera, jednak od razu został ponownie mianowany na ten urząd.
W czasie wyborów 3 czerwca 2007 uzyskał mandat deputowanego do Zgromadzenia Narodowego z ramienia stworzonej przez PDS koalicji wyborczej Sopi 2007, która zdobyła w sumie 131 spośród 150 mandatów. Po wyborach złożył dymisję swego gabinetu, a prezydent Wade 19 czerwca 2007 nowym szefem rządu mianował ministra Cheikha Hadjibou Soumaré.
W zamian, 20 czerwca 2007 został wybrany na urząd przewodniczącego Zgromadzenia Narodowego. Był jedynym kandydatem na ten urząd, uzyskując 143 spośród 146 głosów. W październiku 2007 wszedł w konflikt z prezydentem i częścią członków Senegalskiej Partii Demokratycznej po tym, jak domagał się publicznego przesłuchania w parlamencie Karima Wade, syna prezydenta odpowiedzialnego za przygotowanie szczytu Organizacji Konferencji Islamskiej w marcu 2008. Sall zarzucał mu nieprawidłowości finansowe i nadużycia środków publicznych. Postawieniu syna przed parlamentem sprzeciwił się prezydent. Zdaniem części komentatorów spór ten miał dotyczyć wpływów w PDS i perspektywy nominacji prezydenckiej w kolejnych wyborach.
W rezultacie, w listopadzie 2007 członkowie PDS zlikwidowali zajmowany przez Salla urząd wiceprzewodniczącego partii oraz zgłosili plan wprowadzenia poprawki do konstytucji skracającej kadencję przewodniczącego Zgromadzenia Narodowego z 5 lat do roku. We wrześniu 2008 deputowani PDS zgłosili projekt nowelizacji konstytucji do parlamentu. W kolejnym miesiącu nowelizację uchwalił parlament i zatwierdził prezydent. 9 listopada 2008 Zgromadzenie Narodowe zdymisjonowało Salla ze stanowiska przewodniczącego, który uprzednio odmówił złożenia dobrowolnej rezygnacji. Tego samego dnia ogłosił on rezygnację z członkostwa w PDS, co oznaczało wygaśnięcie mandatu deputowanego oraz mandatu mera Fatick.

### Przejście do opozycji i wybory prezydenckie
1 grudnia 2008 Sall założył własną partię polityczną, Sojusz na rzecz Republiki (Alliance pour la République, APR). W wyborach lokalnych w kwietniu 2009 ponownie zdobył urząd mera Fatick.
Z ramienia APR ubiegał się o urząd prezydenta w wyborach w 2012. Z powodu dopuszczenia do udziału w wyborach przez Radę Konstytucyjną urzędującego prezydenta Wade, starającego się o trzecią kadencję z rzędu, przed pierwszą turą głosowania w kraju doszło do masowych protestów społecznych, w wyniku których śmierć poniosło 6 osób.
W pierwszej turze głosowania 26 lutego 2012 Sall zajął drugie miejsce, zdobywając 26,6% głosów, podczas gdy Abdoulaye Wade uzyskał 34,8%. Przed kolejną turą wyborów uzyskał poparcie od wszystkich pozostałych kandydatów. W rezultacie, 25 marca 2012 uzyskał w niej 65,80% głosów. Prezydent Wade jeszcze tego samego dnia uznał swoją porażkę i pogratulował swemu byłemu premierowi. 2 kwietnia 2012 Macky Sall został oficjalnie zaprzysiężony i objął urząd prezydenta. 3 kwietnia 2012 mianował na stanowisko szefa rządu niezależnego ekonomistę, Abdoula Mbaye’a.

## Odznaczenia
- Łańcuch Orderu Gwiazdy Rumunii – Rumunia, 2023[14]